# Harvest Moon: A Wonderful Life
Harvest Moon: A Wonderful Life (牧場物語～ワンダフルライフ?, Bokujō Monogatari: Wonderful Life) è un videogioco pubblicato in Giappone il 12 settembre 2003 per Nintendo GameCube, e l'11 novembre 2004 per PlayStation 2. È stato sviluppato dalla Marvelous Interactive Inc. e pubblicato dalla Natsume, e fa parte della serie di videogiochi Harvest Moon. Il gioco offre connettività con il titolo per Game Boy Advance Harvest Moon: Friends of Mineral Town.
Il gioco ha ricevuto un remake dal titolo Story of Seasons: A Wonderful Life per Nintendo Switch, Xbox Series X e Series S, Microsoft Windows e PlayStation 5.